# 1875年鐵路
此條目列出1875年發生有關鐵路運輸的事件。

## 事件

### 1月
- 1月1日：米德蘭鐵路廢除二等車廂，只餘下一等和三等。
- 1月7日：北太平洋海岸鐵路（英语：North Pacific Coast Railroad）由舊金山灣開始向北通車。

### 4月
- 4月26日：愛德華王子島鐵路（英语：Prince Edward Island Railway）通車。

### 6月
- 6月1日：布里斯托爾與埃克塞特鐵路（英语：Bristol and Exeter Railway）完成建造雙軌距。

### 11月
- 11月18日：布里斯托爾與埃克塞特鐵路（英语：Bristol and Exeter Railway）完成將2134毫米軌距改為標準軌。